# Ferdinand Foch
Ferdinand Jean Marie Foch (Tarbes, 2 de octubre de 1851 - París, 20 de marzo de 1929) fue un mariscal francés y comandante en jefe de los ejércitos Aliados durante la Primera Guerra Mundial. Foch fue un comandante agresivo, a veces incluso imprudente, durante las batallas del Marne, Ypres y Artois entre 1914 y 1916. En 1918 fue designado comandante en jefe de las fuerzas Aliadas y coordinó con éxito los esfuerzos bélicos franceses, británicos, estadounidenses e italianos con una hábil gestión de sus reservas estratégicas. En noviembre de 1918, el mariscal Foch aceptó el cese de hostilidades propuesto por Alemania y estuvo presente en el armisticio del 11 de noviembre de ese año.

## Biografía
Nació en Tarbes, Francia, en 1851. Se alistó en la infantería de su país en 1870 y combatió en la Guerra franco-prusiana. En 1871 ingresó en la École Militaire, donde fue asignado al arma de artillería en 1873.
Publicó Des Principes de la Guerre (Los principios de la guerra) en 1903 y De la Conduite de la Guerre (Sobre el desarrollo de la guerra) en 1904.

### Primera Guerra Mundial
Tras estallar la Primera Guerra Mundial, asumió el mando del XX Cuerpo de ejército en Nancy en agosto de 1914. Contuvo el avance de las fuerzas alemanas durante la Ofensiva de Primavera y en la Segunda Batalla del Marne, en julio de 1918. Para ello, lanzó el contraataque que se convertiría en la semilla de la derrota germana. 
En julio de 1918, fue nombrado Mariscal de Francia, en noviembre, aceptó la rendición alemana. Tanto por su consejo durante la Guerra Polaco-Bolchevique de 1920 como por la presión sobre Alemania durante la revuelta en Polonia, en 1923, fue honrado con el título de mariscal de Polonia. También fue reconocido con el grado supremo de mariscal de Campo británico en 1919.
Expresó su descontento sobre el Tratado de Versalles al manifestar y profetizar sobre aquel con la famosa frase: «Este no es un tratado de paz, sino un armisticio de veinte años». Veinte años y 64 días después, estalló la Segunda Guerra Mundial.
El lugar en que se firmó el Armisticio de Compiègne fue convertido en monumento nacional. Se conservó, en un emplazamiento, el vagón de ferrocarril donde tuvo lugar la firma y tras la muerte de Foch se erigió una estatua en su honor. La estatua fue lo único dejado por los nazis tras la caída de Francia en 1940.
El apellido del mariscal fue utilizado para bautizar al portaviones de la clase Clemenceau Foch (R 99).

## Homenajes
Uno de los distritos de entretenimiento más conocidos en la ciudad de Quito, Ecuador, lleva el nombre del Mariscal Foch. La Plaza Foch es uno de los espacios más frecuentados por sus bares y discotecas en toda la ciudad.